# 澤瓦亞鄉
44°57′N 27°28′E / 44.950°N 27.467°E
澤瓦亞鄉（羅馬尼亞語：Comuna Zăvoaia, Brăila），是羅馬尼亞的鄉份，位於該國東南部，由布勒伊拉縣負責管轄，面積80平方公里，海拔高度33米，2007年人口3,352，人口密度每平方公里42人。